# 灰色紫金牛
灰色紫金牛（学名：Ardisia fordii）为报春花科紫金牛属下的一个种。

## 扩展阅读
- 維基物種上的相關：灰色紫金牛